# 斐济大学
斐济大学（英語：University of Fiji）是一所位于斐济第二大城市劳托卡的私立大学。

## 历史
成立于2004年12月，得到一家印度教宗教组织的财力支持。2006年2月14日土地信托委员会(NLTB) 签署了一份时效99年的五公顷土地租赁协议，校方支付了十万斐济元。学校同意作为回馈，每年提供给土地拥有者的子女两个奖学金名额。
斐济大学第一届毕业生于2008年3月毕业。时任学校校监的斐济总统约瑟法·伊洛伊洛在毕业典礼上致辞，赞扬校方让所有学生学习斐济语和印地语基础课程的措施。斐济语是斐济人的主要语言，而印地语则是最大少数民族印度人的主要语言。

## 课程
学习提供会计、经济、管理、计算机科学、信息技术、数学、语言、文学、斐济语和斐济文化、医学、法律、印地语和印度文化的相关课程。